# Ahu Vai Uri

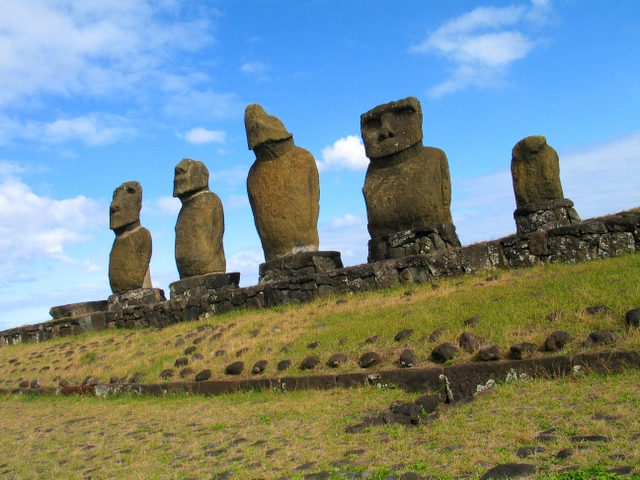
Ahu Vai Uri s pěti sochami Moai, Velikonoční ostrov.

Ahu Vai Uri je Ahu, nalézající se v blízkosti pobřeží, severně od obce Hanga Roa na Velikonočním ostrově. Na plošině Ahu je pět vztyčených soch Moai s rozličným stupněm poškození. Plošina Ahu byla roku 1974 zrestaurována Američanem Williamem Mulloyem a ležící sochy byly vztyčeny.
V nejbližším okolí Ahu Vai Uri se nalézají další dvě menší plošiny: Ahu Ko Te Riku a
Ahu Tahai.